# Galin Ivanov
Galin Stefanov Ivanov (in bulgaro Галин Стефанов Иванов?; Kazanlăk, 15 aprile 1988) è un calciatore bulgaro, centrocampista del Septemvri Sofia.